# Linda Sembrant
Linda Brigitta Sembrant (* 15. Mai 1987 in Uppsala) ist eine schwedische Fußballspielerin. Die Abwehrspielerin debütierte 2008 in der A-Nationalmannschaft und spielte zuletzt beim FC Bayern München in der Frauen-Bundesliga.
Sembrant wechselte im Januar 2024 auf Leihbasis bis zum Saisonende von Juventus Turin zum FC Bayern München, mit dem sie anschließend den Deutschen Meistertitel 2023/24 gewann. 
Im Mai 2024 unterschrieb Sembrant einen Einjahresvertrag für die Saison 2024/25, in der sie mit dem FC Bayern sowohl Deutsche Fußballmeisterin als auch Deutsche Pokalsiegerin wurde. Ihr letztes Pflichtspiel für den FC Bayern München bestritt sie zum Saisonausklang am 11. Mai 2025 beim 3:0-Sieg im Heimspiel gegen die SGS Essen; vor diesem Spiel wurde sie vom Verein verabschiedet.

## Karriere
Sembrant begann mit dem Fußballspielen bei SK Servia. Über Uppsala IF kam sie zu Bälingetrollens IF, der Jugendmannschaft von Bälinge IF. Hier fiel sie den Verantwortlichen des Svenska Fotbollförbundet auf und wurde 2003 in die schwedische U16-Nationalmannschaft berufen. 2004 wechselte Sembrant in den Erstligakader von Bälinge IF und trat für den Klub in der Damallsvenskan an. Parallel erarbeitete sie sich einen Stammplatz in den diversen Jugendauswahlmannschaft des Verbandes, wobei sie teilweise in die Auswahlmannschaften älterer Jahrgänge berufen wurde. Im Laufe der Spielzeit 2007 zeichnete sie die Schiedsrichterinnenvereinigung SEDD aufgrund ihres Fair-Plays als Spielerin des Jahres aus.
Im November 2007 meldete die schwedische Presse den Wechsel Sembrants zum Ligarivalen AIK. Bevor sie mit ihrem neuen Klub in die Saison startete, absolvierte sie mit der schwedischen Nationalmannschaft ein Saisonvorbereitungstrainingslager auf Zypern. Am 12. Februar 2008 kam sie beim 2:0-Erfolg über England zu ihrem Nationalmannschaftsdebüt, als sie ab der 77. Spielminute Nilla Fischer ersetzte. Während sie sich beim Klub als Stammkraft in der Abwehrreihe festsetzte und 21 Ligaspiele bestritt, konnte sie sich zunächst nicht in der Nationalmannschaft halten und gehörte nicht zum Kader für die Olympischen Spiele 2008. Auch in der Spielzeit 2009 lief sie regelmäßig für AIK auf und kehrte in die Nationalelf zurück. Thomas Dennerby nominierte sie für die Europameisterschaft 2009. Kurz vor Turnierbeginn musste sie jedoch verletzungsbedingt absagen. Sie wurde letztlich durch Karin Lissel ersetzt.
Nachdem Sembrant am Ende der Spielzeit 2010 mit AIK aus der ersten Liga abgestiegen war, verkündete sie ihren Wechsel innerhalb der Damallsvenskan zu Kopparbergs/Göteborg FC. Parallel etablierte sie sich als Stammkraft in der Nationalelf, in deren Kader sie trotz des sportlichen Misserfolges auf Vereinsebene geblieben war, und gehörte im Sommer 2011 zum Endrundenkader für die Weltmeisterschaft in Deutschland. Im letzten Vorrundenspiel gegen die USA wurde sie in der 88. Minute eingewechselt und kam so zu ihrem ersten WM-Einsatz. Nach dem Sieg gegen die USA standen die Schwedinnen im Viertelfinale gegen Australien, das sie mit 3:1 gewannen. Das anschließende Halbfinalspiel gegen Japan wurde dagegen mit 1:3 verloren. Am 16. Juli 2011 gewann sie mit der Mannschaft das Spiel um Platz 3 beim 2:1-Sieg über Frankreich.
Sembrant stand im schwedischen Kader für die Olympischen Spiele 2012 und kam in vier Spielen zum Einsatz. Aufgrund eines Kreuzbandrisses konnte sie nicht an der Heim-EM 2013 teilnehmen.
Im Mai 2015 wurde Sembrant für die WM 2015 nominiert. Sie wurde in drei Spielen eingesetzt, erzielte im ersten Gruppenspiel beim 3:3 gegen Nigeria das zwischenzeitliche 3:2 und im mit 1:4 verlorenen Achtelfinale gegen Deutschland das 1:3. Damit erzielte sie die meisten Tore ihrer Mannschaft, durch die Achtelfinalniederlage war die WM vorzeitig für Schweden beendet.
Da vier europäische Mannschaften im Achtelfinale ausschieden, wurde zur Ermittlung des dritten europäischen Olympiateilnehmers ein Qualifikationsturnier angesetzt. Sembrant wurde in den drei Spielen gegen die Niederlande, Norwegen und die Schweiz eingesetzt und qualifizierte sich mit ihrer Mannschaft für die Olympischen Spiele in Rio de Janeiro. Dort wurde sie nur bei der 1:5-Niederlage gegen Gastgeber Brasilien nicht eingesetzt. In den anderen Spielen spielte sie jeweils über die volle Distanz. Zwar verschoss sie im Elfmeterschießen des Viertelfinales als einzige Schwedin, da auch zwei US-Amerikanerinnen verschossen, erreichten sie das Halbfinale. Dort setzten sich die Schwedinnen erneut im Elfmeterschießen durch, diesmal gegen den Gastgeber, wobei sie nicht als Schützin eingesetzt wurde. Das Finale wurde dann gegen Deutschland mit 1:2 verloren, wobei Sembrant ein Eigentor zum zwischenzeitlichen 0:2 unterlief.
In der Qualifikation für die EM 2017 wurde Sembrant in den ersten vier Spielen eingesetzt und spielte jeweils über die volle Distanz. Schweden qualifizierte sich als Gruppensieger im vorletzten Spiel. Bei der EM wurde sie in den vier Spielen eingesetzt und schied im Viertelfinale gegen den Gastgeber und späteren Sieger Niederlande aus.
Am 4. September 2018 absolvierte Sembrant im entscheidenden Spiel um die Qualifikation für die WM 2019 gegen Dänemark ihr 100. Länderspiel. Die Schwedinnen gewannen mit 1:0 und qualifizierten sich für die WM. In der Qualifikation war sie in allen sieben ausgetragenen Spielen eingesetzt worden. Am 16. Mai wurde sie für die WM nominiert. Bei der WM wurde Sembrant in allen sieben Spielen eingesetzt, wobei sie wie in der Qualifikation keine Minute verpasste und beim 5:1 gegen Thailand ein Tor erzielte. Als Gruppenzweite erreichten sie mit Schweden die K.-o.-Runde, wo man im Achtelfinale mit 1:0 gegen Kanada gewann. Im Viertelfinale gewannen die Schwedinnen nach 24 Jahren wieder ein Pflichtspiel gegen die deutsche Mannschaft und qualifizierten sich damit für die Olympischen Spiele 2020. Im Halbfinale unterlagen sie Europameister Niederlande nach Verlängerung und gewannen schließend das Spiel um Platz 3 gegen England.
Nach der WM verließ Sembrant nach 100 Ligaspielen Montpellier und schloss sich dem italienischen Meister Juventus Turin an. In der UEFA Women’s Champions League 2019/20 schied sie mit Juventus im Sechzehntelfinale gegen Vorjahresfinalist FC Barcelona aus. 2020/21 war wieder im Sechzehntelfinale Schluss, diesmal gegen Titelverteidiger Olympique Lyon. 2021/22 konnte Sembrant erst im Viertelfinale eingesetzt werden, wo erneut Lyon stärker war. 2022/23 wurde Sembrant in zwei Qualifikations- und den sechs Gruppenspielen eingesetzt, wobei sie keine Minute verpasste. Durch ein torloses Remis im letzten Gruppenspiel gegen Lyon wurde als Gruppendritter die K.-o.-Runde verpasst.
Bei der EM-Endrunde in England wurde Sembrant erstmals im dritten Gruppenspiel, das gegen Portugal mit 5:0 gewonnen wurde, beim Stand von 4:0 eingewechselt. Im Viertelfinale gegen Belgien stand sie in der Startelf und erzielte in der zweiten Minute der Nachspielzeit das einzige Tor des Spiels. Mit einer 0:4-Niederlage gegen Gastgeber England, bei der sie beim Stand von 0:3 ausgewechselt wurde, schieden die Schwedinnen im Halbfinale aus.
In der erfolgreichen Qualifikation für die WM 2023 kam sie in den letzten drei Spielen zum Einsatz und erzielte zwei Tore.
Bei der WM-Endrunde 2023 wurde Sembrant in zwei der sieben Spiele ihres Teams eingewechselt und verpasste durch eine 1:2-Niederlage ihrer Mannschaft im Halbfinale gegen die Spanierinnen das Finale. Beim 2:0-Sieg im Spiel um Platz 3 über die Nationalmannschaft Australiens kam sie zu einem Kurzeinsatz und gewann die Bronzemedaille.
Am 11. Juni 2025 wurde sie für die EM-Endrunde nominiert. Sie kam nur im ersten und dritten Gruppenspiel ihrer Mannschaft zum Einsatz und schied mit ihr nach einem verlorenen Elfmeterschießen gegen Titelverteidiger England aus.

## Erfolge
- 2011: Dritte der Weltmeisterschaft
- 2011: Schwedische Pokalsiegerin mit Göteborg
- 2012: Schwedische Meisterin mit Tyresö FF
- 2016: Silbermedaille bei den Olympischen Spielen
- 2018: Algarve-Cup-Sieg (zusammen mit den Niederlanden[22])
- 2019: Dritte der Weltmeisterschaft
- 2019: Italienische Supercupsiegerin
- 2019/20: Italienische Meisterin
- Team des Jahres der Serie A: 2020
- 2020/21: Italienische Meisterin
- 2021: Italienische Supercupsiegerin
- 2021/22: Italienische Meisterin
- 2021/22: Italienische Pokalsiegerin
- 2022/23: Italienische Pokalsiegerin
- 2023: Dritte der Weltmeisterschaft
- 2023/24: Deutsche Meisterin
- 2024: DFB-Supercupsiegerin (ohne Einsatz)
- 2024/25: Deutsche Meisterin
- 2024/25: DFB-Pokalsiegerin

## Sonstiges
Sembrant ist mit der italienischen Fußballspielerin Lisa Boattin liiert.